# Electrochimica Acta
Electrochimica Acta ist eine zweiwöchentlich erscheinende Peer-Review-Fachzeitschrift über alle Bereiche der Elektrochemie. Sie wird von der International Society of Electrochemistry herausgegeben und hatte 2019 nach dem  Journal Citation Reports einen Impact Factor von 6.216. Aktuelle Chefredakteurin ist Elena Savinova von der Universität Straßburg.